# تيل روينبيرج
تيل روينبيرج (بالإنجليزية: Till Roenneberg) (من مواليد 4 مايو 1953) هو أستاذ علم الأحياء الزمني في معهد علم النفس الطبي في جامعة لودفيغ ماكسيميليان (LMU) في ميونيخ، ألمانيا. يستكشف روينبيرج، بالتعاون مع مارثا ميرو، تأثير الضوء على إيقاعات الساعة البيولوجية البشرية، مع التركيز على جوانب مثل الأنماط الزمنية واضطراب الرحلات الجوية الطويلة الاجتماعية فيما يتعلق بالفوائد الصحية.

## حياته
ولد روينبيرج في ميونيخ، ألمانيا. بدأ العمل مع يورغن أشوف في سن السابعة عشر.
التحق روينبيرج بكلية لندن الجامعية وجامعة لودفيغ ماكسيميليان في ميونيخ حيث بدأ بدراسة الفيزياء. تحول إلى الطب من أجل التركيز على علوم جسم الإنسان، لكنه انتهى بدراسة علم الأحياء. كزميل ما بعد الدكتوراه، درس مرة أخرى على يد يورغن أشوف، حيث درس الإيقاعات السنوية في الجسم، ثم انتقل إلى الولايات المتحدة لدراسة الأساس الخلوي للساعات البيولوجية تحت إشراف وودي هاستينغز في جامعة هارفارد.
في عام 1991، بدأ تقليد منح جائزة حاكم أشوف لأخصائي علم الأحياء الزمني الذي حقق تقدمًا في هذا المجال.
يشغل حاليًا منصب نائب رئيس معهد علم النفس الطبي بجامعة لودفيغ ماكسيميليان في ميونيخ، ورئيس مركز علم الأحياء الزمني، والرئيس المنتخب لجمعية الإيقاعات البيولوجية الأوروبية، ورئيس الاتحاد العالمي لجمعيات علم الأحياء الزمني، وعضو في الغرفة المشتركة العليا بكلية براسينوز، جامعة أكسفورد. من 2005 إلى 2010 كان منسق "EUCLOCK" ومنسق شبكة مؤسسة دايملر بنز "ClockWORK"، ومن 2010 إلى 2012 كان العضو العام في جمعية أبحاث الإيقاعات البيولوجية.

## عمله

### العمل في وقت مبكر

#### السوطيات الدوارة
بصرف النظر عن علم الأحياء الزمني البشري، ساهم روينبيرج بشكل كبير في جوانب أخرى من مجال علم الأحياء الزمني. لقد قام بعمل مكثف على السوطيات الدوارة، وهو كائن أحادي الخلية، وكان قادرًا على إظهار أنه حتى هذا الكائن البسيط قادر على امتلاك إيقاعين مستقلين، مما يوفر دليلاً على أن الخلية الواحدة يمكن أن تحتوي على مذبذبين مختلفين. بالإضافة إلى ذلك، فإن عمله على السوطيات الدوارة كان قادرًا على إظهار أن هذين المذبذبين المستقلين يختلفان إلى حد كبير من حيث أنهما يستجيبان بشكل مختلف عند معالجتهما بنبضات ضوئية مختلفة. ووجدوا أن المذبذبين لهما حساسيات متفاوتة لأنواع مختلفة من الضوء. يكون المذبذب B أكثر حساسية للضوء الأزرق بينما يكون المذبذب A حساسًا لكل من الضوء الأزرق والأحمر.

#### العصيباء المبوغة السميكة
أكمل روينبيرج أيضًا العمل على العصيباء المبوغة السميكة، حيث حدد صفات إخفاء الاحتجاز من خلال مذبذب الساعة البيولوجية (الجين) الترددي. لاحظ في فترة إنتاج الجراثيم (عصابات الكونيديا) ظاهرة الإخفاء، وهو تأثير غير متوقع على التصريف اليومي بسبب عامل معين (مثل الضوء أو درجة الحرارة). إن الإخفاء له آثار كبيرة ليس فقط على الدراسات المستقبلية - التي يجب أن تحاول كشف البيانات المتأثرة - ولكن أيضًا فيما يتعلق بالحصر في الحياة اليومية.

### العمل الحالي

#### استبيان كرونوتايب
أحد أشهر إنجازات تيل روينبيرج هو تطوير استبيان ميونيخ للنمط الزمني (MCTQ). وبالتعاون مع مارثا ميرو في جامعة لودفيغ ماكسيميليان (LMU) في ميونيخ، قام MCTQ بأخذ عينات من بيانات النوم وإيقاع الساعة البيولوجية من أكثر من 25000 مشارك. على عكس طرق التنميط الزمني الأخرى، التي تتناول سيكولوجية النوم، يقيس استبيان ميونيخ للنمط الزمني زاوية طور الانحباس، الفرق بين الفترة البيولوجية الجوهرية للكائن الحي ودورة الضوء البيئية. وبالتالي فإن هذا الاستبيان هو أول من استخدم الأساس البيولوجي، بدلًا من علم النفس، لتحديد أساس جداول النوم.
توفر الأسئلة حول يوم العمل وجداول النوم النهارية المجانية وتفاصيل العمل ونمط الحياة بيانات للمساعدة في فهم التفاعل بين الساعات البيولوجية والتأثيرات الاجتماعية. قاد مثل هذا البحث روينبرج إلى نظريته حول اضطراب الرحلات الجوية الطويلة الاجتماعي. يصنف استبيان ميونيخ للنمط الزمني كل مشارك إلى واحدة من سبع مجموعات نمط زمني ويستخدم البيانات المتعلقة بمرحلة النوم المتوسط للمشاركين ودين النوم لمسح "نوع" النائم لكل شخص، مثل الذين ينامون في وقت متأخر، والذين ينامون في وقت متأخر قليلاً، والذين ينامون في وقت مبكر، وغيرهم. من هذه البيانات، يقدم استبيان ميونيخ للنمط الزمني طرقًا للتعويض عن نقص النوم (إن وجد)، ويقدم اقتراحات حول ما يجب فعله للاستيقاظ مبكرًا أو النوم لاحقًا.
يعد استبيان النمط الزمني هذا مهمًا لأنه يتعمق في الجوانب الاجتماعية لإيقاعات الساعة البيولوجية. من خلال اختبار السلوك بدلاً من اختبار العوامل الوراثية مباشرة، قد يقدم اختبار استبيان ميونيخ للنمط الزمني معلومات جديدة بشأن كيفية ارتباط تأثيرات العوامل الخارجية، بما في ذلك الموقع الجغرافي، والمواسم، والسمنة، واضطراب الرحلات الجوية الطويلة الاجتماعية، أو العمل بنظام الورديات، بالاستعداد الوراثي للساعة البيولوجية.

#### الوقت الداخلي
أصدر روينبيرج كتابًا في مارس 2012 بعنوان "الوقت الداخلي: الأنماط الزمنية، اضطراب الرحلات الجوية الطويلة الاجتماعية، ولماذا أنت متعب جدًا" حيث يشرح للجماهير المفاهيم الكامنة وراء إيقاع الساعة البيولوجية. إحدى النقاط الرئيسية في كتابه هي أن "الطيور المبكرة والبوم الليلي تولد ولا تُصنع". أراد روينبيرج تخليص الناس من التسميات مثل "الكسالى" التي كثيرًا ما يتم وضعها على أولئك الذين يستيقظون متأخرًا. أراد من خلال هذا الكتاب إيصال وجهة نظره بأن أنماط النوم هذه ترجع إلى جينات الأشخاص وليست اختيارًا. وهو يناقش كيف يولد كل شخص بساعة داخلية، وأن العيش بأسلوب حياة يتعارض مع هذه الساعة البيولوجية المتأصلة يعرض الأفراد لخطر أكبر لمشاكل صحية. يقدم روينبيرج مصطلح "اضطراب الرحلات الجوية الطويلة الاجتماعي"، قائلًا إنه أكثر خطورة من اضطراب الرحلات الجوية الطويلة العادي لأن اضطراب الرحلات الجوية الطويلة الاجتماعي يجبر الأفراد على السير باستمرار ضد ساعتهم البيولوجية في دورة متسقة من الضوء / الظلام. في هذا الكتاب، يعرّف اضطراب الرحلات الجوية الطويلة الاجتماعي بأنه "الفرق بين النوم المتوسط في أيام الراحة والنوم المتوسط في أيام العمل." يتم تعريف الأيام الحرة بأنها الأيام التي لا يوجد فيها منبه، حيث يستيقظ الشخص بشكل طبيعي، وأيام العمل التي يستيقظ فيها الشخص مع منبه. يتم تعريف منتصف النوم على أنه منتصف فترة نوم الفرد. أحد المخاطر الصحية الكبيرة الناجمة عن اضطراب الرحلات الجوية الطويلة هو السمنة، ويدعي روينبيرج أنه مقابل كل ساعة من اضطراب الرحلات الجوية الطويلة الاجتماعية، يزيد احتمال زيادة الوزن بنسبة 33٪ تقريبًا. في الواقع، يعد اضطراب الرحلات الجوية الطويلة الاجتماعي منتشرًا جدًا لدرجة أن روينبيرج يدعي أن 87٪ من سكان أوروبا الوسطى يعانون من اضطراب الرحلات الجوية الطويلة الاجتماعي إلى حد ما.
يدعي روينبيرج أيضًا أن المراهقين، من الناحية البيولوجية، لديهم ساعة داخلية تتسبب في تأخر نومهم المتوسط عن الرضع الصغار والبالغين. وبالتالي، فإن المراهقين ليسوا كسالى، ولكنهم ببساطة يتبعون إيقاعاتهم الداخلية من خلال النوم لاحقًا والاستيقاظ لاحقًا. يتغير نمط النوم المتوسط المتأخر هذا بعد فترة المراهقة، ولكن في نقاط مختلفة بالنسبة للرجال والنساء. يتغير النوم الأوسط عند النساء في سن الثامنة عشرة تقريبًا، بينما يتغير النوم الأوسط عند الرجال في سن الحادية والعشرين. إن إجبار المراهقين على الاستيقاظ مبكرا، على عكس إيقاعاتهم الداخلية، يؤدي إلى التوتر. وكما أظهرت العديد من الدراسات، فإن التوتر يؤدي إلى اتخاذ قرارات غير صحية مثل التدخين وشرب الخمر.

## الجوائز
- جائزة هارفارد هوبس للتميز في التدريس.
- جائزة هونما للمساهمات البارزة في أبحاث علم الأحياء الزمني.
- الميدالية الفضية من جامعة ميونيخ.
- جائزة تقدير تصميم الإضاءة الاحترافية للبحث والتعليم.